# El seductor
El seductor (títol original en anglès: The Beguiled, títol ambigu que pot significar «el seduït» o «les seduïdes») és una pel·lícula estatunidenca dirigida per Don Siegel, el 1971. Ha estat doblada al català.

## Argument
Quan la guerra de Secessió toca a la seva fi, John MacBurney, un soldat nordista ferit i a punt de morir, és socorregut per una adolescent de dotze anys d'un pensionat sudista per a noies. Al principi, les empleades del pensionat i les seves alumnes estan espantades, però quan recupera forces, es converteix en l'objecte de desig de la directora, de la seva ajudanta i d'algunes de les pensionades. Aquesta situació serveix l'estratègia de supervivència del soldat però les gelosies, en aquest microcosmos femení de sexualitat reprimida, poden agafar un gir dramàtic.
McBurney rebutja la directora i prefereix una noia. Però, en una escena de simbolisme freudià dolorós, cau per les escales. La directora li amputa una cama per evitar la gangrena, cosa que el torna definitivament depenent. Després d'una escena de bogeria furiosa que terroritza totes les dones, anuncia la seva intenció de casar-se amb Edwina. Però és massa tard: matant la tortuga de la noia que ho ha descobert, ell és alienat. Aquesta lliçó que li és donada incita aquesta noia a recollir bolets mortals, que la directora i els alumnes utilitzen per enverinar-lo.

## Al voltant de la pel·lícula
- Després de nombrosos papers d'heroi, Clint Eastwood assumeix un personatge antipàtic que coneix un final tràgic.
- L'ambientació històrica (Guerra de Secessió) no és més que una trama de fons en un ambient tancat psicològic amb el suspens ben portat, jugant amb elements sexuals i racials relativament agosarats (relació amb una menor, incest entre la directora i el seu germà, violació de la serventa negra per aquest mateix germà).
- Es tracta de la tercera col·laboració de Siegel i Eastwood.[3]
- «Dove She is a Pretty Bird», cançó popular americana, és interpretada als crèdits de començament i de final per Clint Eastwood.[4]

## Repartiment

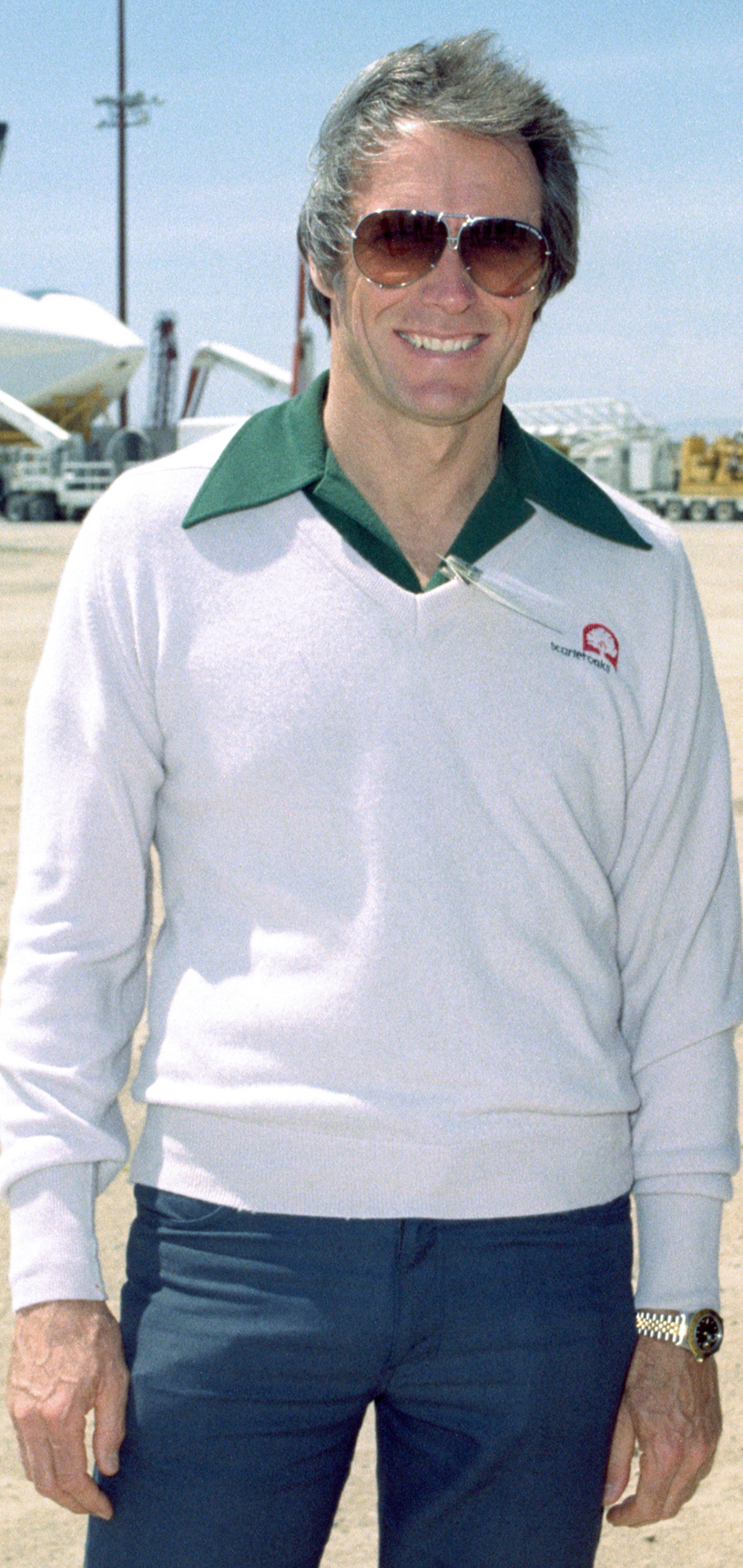
Clint Eastwood (aquí el 1981) interpreta el caporal McBurney

- Clint Eastwood: el caporal McBurney
- Geraldine Page: Martha Farnsworth
- Elizabeth Hartman: Edwina Dabney
- Jo Ann Harris: Carol
- Darleen Carr: Doris
- Mae Mercer: Hallie, la Serventa negra
- Pamelyn Ferdin: Amelia (« Amy)
- Melody Thomas Scott: Bigail
- Peggy Drier: Lizzie
- Patricia Mattick: Janie